# Mike Barone
Mike Barone (* 27. Dezember 1936 in Detroit) ist ein US-amerikanischer Jazz-Posaunist, Bandleader, Arrangeur und Komponist.
Mike Barone ist der Sohn des Bigband-Musikers Joe Barone, der bei Bob Crosby arbeitete. Er spielte Mitte der 1960er Jahre bei Oliver Nelson (Sound Pieces, 1966) sowie in der Begleitband des Sängers Johnny Hartman (Unforgettable, 1966). Bereits 1968 trat er mit eigener Band, in der Musiker wie Jack Nimitz, Mike Wofford und John Guerin spielten, im Jazzclub Donte's auf. In den 1970er Jahren hatte er in Kalifornien eine gemeinsame Band mit seinem Bruder, dem Trompeter Gary Barone. In dieser Band spielte auch der Schlagzeuger Shelly Manne. 1979 entstand das Album Blues and Other Happy Moments auf Palo Alto Records. Außerdem spielte Barone in Louie Bellsons Big Band, mit Pearl Bailey und Gerald Wilson. Seit den 1990er Jahren arbeitet Barone mit eigener Bigband, in der u. a. Ernie Watts spielt. Außerdem arbeitet Barone mit Bud Shank zusammen. Zwischen 2001 und 2005 schrieb Barone die Musik für Shows zur Verleihung der Academy Awards.

## Diskographische Hinweise
- Live at Donte's (VSOP, 1968)
- Mike & Gary Barone  Blues and Other Happy Moments (Rhubarb, 1979; mit Tom Scott, Theo Saunders, Dick Spencer, John Heard, Shelly Manne, Alex Acuña)
- Live 2005! (Rhubarb, 2005) mit Ernie Watts
- Metropole (Rhubarb, 2006)